# Patrizia Valturri
Patrizia Valturri, nome d'arte di Patrizia Valignani di Turri (1949), è un'attrice italiana.

## Biografia
Discendente da una nobile famiglia abruzzese, dopo essere uscita dall'accademia di danza classica il regista Pietro Germi le affida il ruolo della giovane Alda nel film Signore & signori. L'esordio sul palcoscenico avviene con la  Compagnia Carraro-Porelli-Zoppelli nel dramma Questa sera si recita a soggetto di Luigi Pirandello (1967-1968).
Ha preso parte a produzioni internazionali sia per il cinema (Il segreto di Santa Vittoria, The Secret of Santa Vittoria, regia di Stanley Kramer, 1969) sia per la televisione (episodio Vendetta della serie Le spie, I Spy, 1966; due episodi della serie Le evasioni celebri, Les évasions célèbres, 1972).
Ha avuto anche esperienze nel cabaret.

## Filmografia

### Cinema
- Signore & signori, regia di Pietro Germi (1966)
- Se sei vivo spara, regia di Giulio Questi (1967)
- John il bastardo, regia di Armando Crispino (1967)
- Soldati e capelloni, regia di Ettore Maria Fizzarotti (1967)
- Nude... si muore, regia di Antonio Margheriti (1968)
- Vendo cara la pelle, regia di Ettore Maria Fizzarotti (1969)
- Il segreto di Santa Vittoria (The Secret of Santa Vittoria), regia di Stanley Kramer (1969)
- Mio padre monsignore, regia di Antonio Racioppi (1971)
- La badessa di Castro, regia di Armando Crispino (1974)

### Televisione
- Le spie (I Spy) – serie TV, episodio 2x04 (1966)

## Doppiatrici
- Gianna Raffaelli in Signore & signori
- Fiorella Betti in Se sei vivo spara

## Televisione
- Le spie,  episodio Vendetta, regia di Alf Kjellin, 5 ottobre 1966 (NBC).
- Caravaggio, regia di Silverio Blasi, puntata del 29 ottobre 1967.
- Il mondo di Pirandello, episodio Camere d’affitto, regia di Luigi Filippo D'Amico, 26 marzo 1968.
- Il giro del mondo. Viaggio attraverso la musica internazionale, regia di Glauco Pellegrini, 14 novembre, 12 e 18 dicembre 1968.
- Questa sera si recita a soggetto, di Luigi Pirandello, regia televisiva di Walter Mastrangelo, trasmessa il 29 dicembre 1968 dal Teatro Centrale di Roma.
- Le evasioni celebri, episodio L'evasione di Casanova, regia di Jean-Pierre Decourt, 17 aprile 1972 (ORTF); 31 marzo 1974 (Televisione svizzera italiana).
- Le evasioni celebri, episodio Benvenuto Cellini, regia di Marcello Baldi, 13 luglio 1972.
- Una serata con Vittorio Caprioli, regia di Antonello Falqui, 30 settembre 1972.

## Teatro
- Questa sera si recita a soggetto, di Luigi Pirandello, regia di Paolo Giuranna, Prato, Teatro Metastasio, 24 novembre 1967.